# Verlorene Illusionen

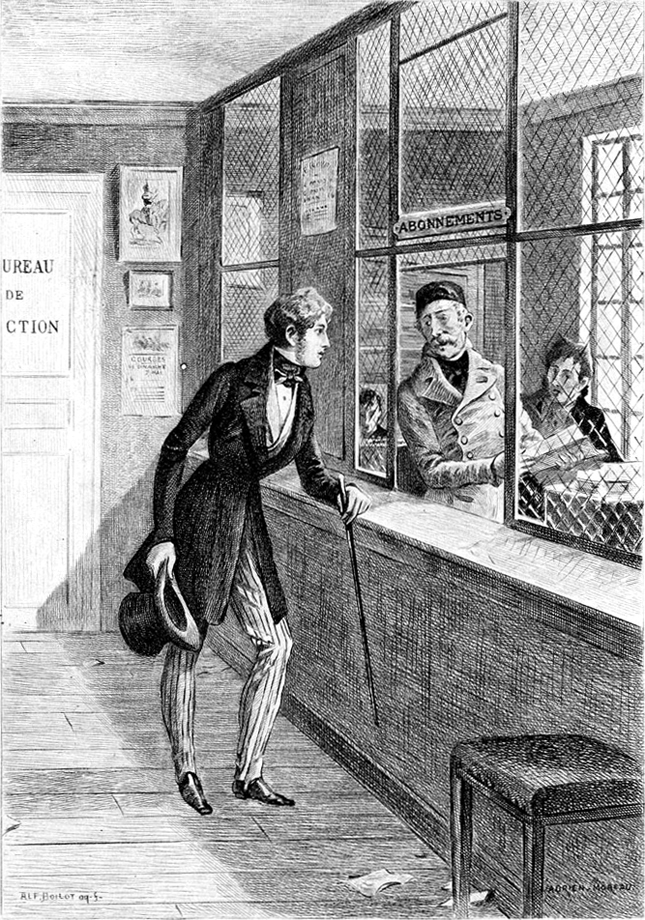
Lucien Chardon in Finots Büro

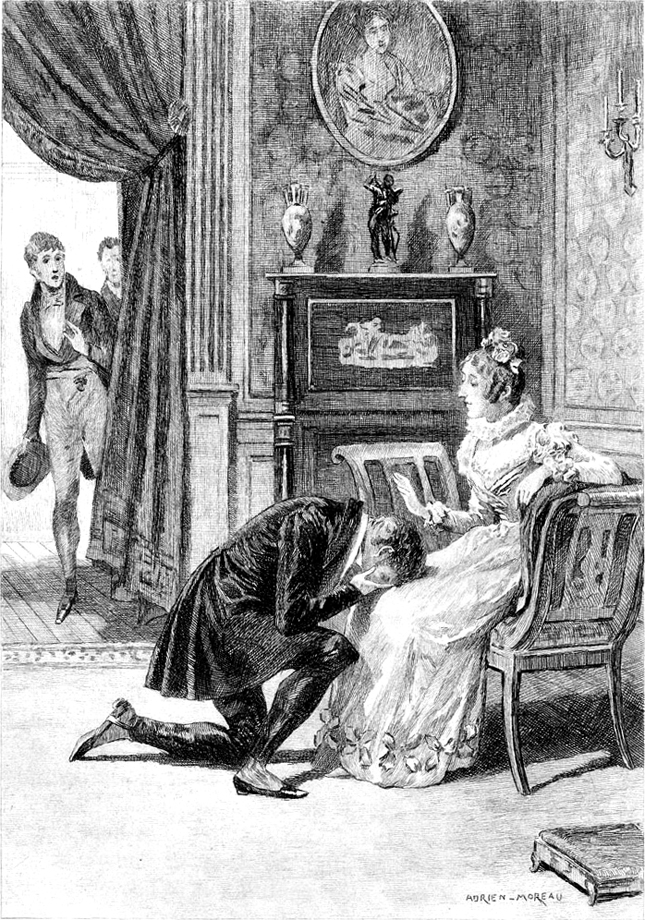
Boudoir der Madame de Bargeton

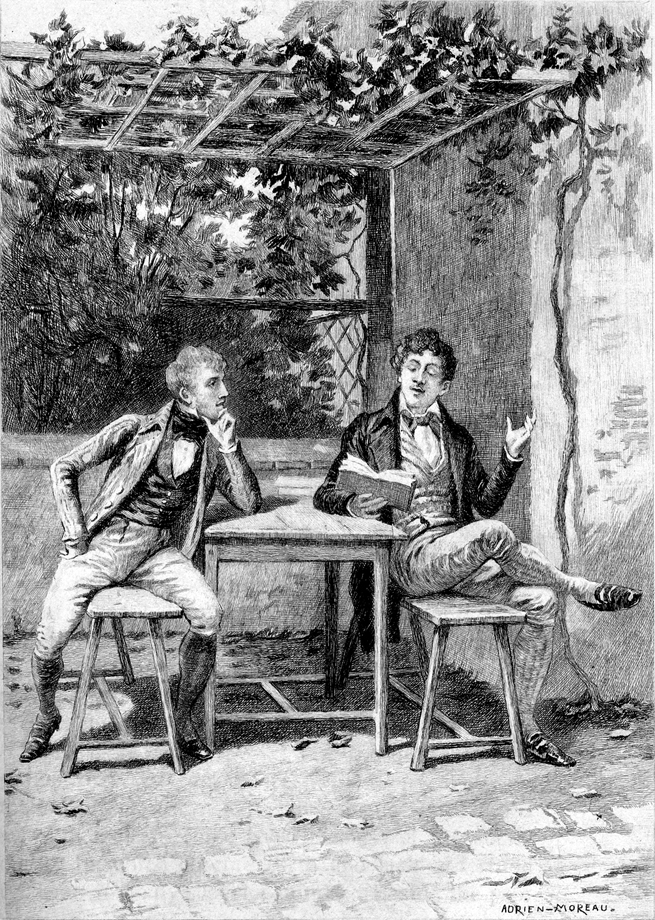
Lucien Chardon und Daniel d’Arthez

Verlorene Illusionen (frz. Illusions perdues) von Honoré de Balzac entstand zwischen 1837 und 1843 als zeitgenössische Gesellschaftskritik in dreiteiliger Romanform. Der Roman ist Bestandteil seines monumentalen Zyklus Die menschliche Komödie, in dem er zu den Szenen aus dem Provinzleben (Scènes de la vie de province) gehört. Anhand des Aufstiegs und Niedergangs von Lucien Chardon beschreibt Balzac exemplarisch die Mechanismen, die er im Frankreich der Restauration vorfindet, speziell im Literaturbetrieb, im Journalismus und in der vornehmen Gesellschaft. Als solches ist Verlorene Illusionen nicht nur ein Roman, sondern ein Zeitdokument.

## Inhalt

### Die zwei Dichter
Der Roman spielt zu Anfang (1821) in der Ortschaft Angoulême, die Balzac wie folgt beschreibt: Zwischen [dem Vorort] l’Houmeau und Angoulême besteht eine sonderbare, durch die sozialen Gegebenheiten verursachte Spannung, ja, man kann ruhig sagen: Feindschaft. L’Houmeau ist durch seinen aufstrebenden Handel, besonders durch seine Papierfabriken, reich geworden. Es liegt im flachen Land. Alles, was Geld bringt, der Frachtverkehr, die Post, die Gasthäuser, die Brauereien, die Fabriken drängen sich unterhalb Angoulêmes am Ufer der Charente zusammen. Oben der Adel und die Macht, unten der Handel und das Geld. Zwei soziale Sphären, die in unaufhörlicher Gegnerschaft stehen. Der Handel ist reich, der Adel im allgemeinen arm, und jeder rächt sich am anderen durch Verachtung.
Der auffallend schöne und talentierte Lucien Chardon ist Sohn eines kleinbürgerlichen Apothekers und einer Hebamme, die aus dem altehrwürdigen Geschlecht der de Rubempré stammt und nur durch Falschaussage des Apothekers, den sie dann heiratet, vom Schafott gerettet wird. Lucien wird Günstling der Naïs de Bargeton, der ersten Dame in Angoulême, und verliebt sich in die deutlich ältere Frau. Luciens Schwester Eva und sein Freund – später Schwager – David Séchard, der eine kleine, verschuldete Druckerei geerbt hat, versuchen mit ihren begrenzten Mitteln Lucien den Aufstieg so gut es geht zu finanzieren. Als in der öffentlichen Meinung Angoulêmes die Protegierung zu einem Skandal zu werden droht, fliehen Lucien und Mme de Bargeton nach Paris. Mme de Bargeton will sich dafür einsetzen, dass Lucien nicht nur Karriere als Dichter in der vornehmen Gesellschaft macht, sondern dass er auch – durch Beziehungen – per königlichem Dekret den Namen seiner Mutter annehmen darf: Lucien de Rubempré. Doch die feine Gesellschaft ist klein, der Skandal folgt ihnen nach Paris.

### Ein großer Mann aus der Provinz in Paris
Bei erster Gelegenheit unternimmt Mme de Bargeton ihren Versuch, Lucien bei der beziehungsreichen Marquise d’Éspard einzuführen, indem sie ihn in die Oper mitnimmt. Dort trifft sich alles, was Rang und Namen hat, jedoch macht Lucien eine schlechte Figur, sodass Mme de Bargeton ihn auf Anraten von Marquise d’Éspard fallen lässt. Zu allem Überfluss hat die Ausstattung für den ersten Auftritt zu viel gekostet. Den drohenden Ruin vor Augen verschwindet er in ärmlichsten Verhältnissen, wo er aber neue Freunde trifft: den Kreis „cénacle“ um den Philosophen und Literaten d’Arthez, Eingeweihte des Literaturbetriebes. Sie predigen ihm, dass ein echtes Talent letztlich zu Ruhm gelangt, selbst wenn es Jahre dauert. Der Journalist Etienne Lousteau hingegen kennt die Spielregeln der Zeitungen, speziell die der Literaturkritik, Theaterkritik und der Regenbogenpresse, deren mangelnde Integrität und Oberflächlichkeit fortwährend durch Vergleiche mit der Modeindustrie angedeutet wird – bis auf die einzelnen Begriffe, «article», «plume» und «boutique», die die Berufszweige aufeinander beziehen. Um Geld zu verdienen, lässt sich Lucien auf den Journalismus ein in dem naiven Glauben, er könne sich selber treu bleiben. Doch mit seinem Talent und unter detaillierter Regie Etienne Lousteaus erfährt er die wahre Macht der Medien und kann den Wunsch nicht unterdrücken, sich an Mme de Bargeton und Marquise d’Éspard zu rächen – deren Revanche wird sein Untergang. Sein Erfolg bringt Geld, macht ihn aber unvorsichtig. Denn die kleine feine Gesellschaft ist in der Lage, ein Komplott zu schmieden, in dem alle ihre Rolle sauber spielen. Lucien wird mitgeteilt, dass das heiß ersehnte königliche Dekret in greifbare Nähe rückt, wenn er sich dazu entschließt, statt wie bisher für die liberalen nun für eine neue royalistische Zeitung zu schreiben. An seiner Eitelkeit gepackt, verlässt Lucien das liberale Lager und seine Protektion, um dann schließlich im royalistischen Lager fallen gelassen zu werden. Wegen seines aufwändigen Lebens völlig verschuldet, ohne Aussicht auf entsprechende Einkünfte fällt er in den Bodensatz der Gesellschaft. Um seine Schulden zu begleichen, fälscht er Wechsel seines Schwagers David, wodurch er jenen und seine Schwester Eva mit ins Unglück reißt. Schließlich kehrt er nach Angoulême zurück.

### Die Leiden des Erfinders
Währenddessen ist es David gelungen, das Verfahren zur verbesserten Papierherstellung zu entwickeln, das mit seinem Vater verloren ging. Aber den Gebrüdern Cointet, Konkurrenten Davids, ist es inzwischen gelungen diesen zu ruinieren, insbesondere indem Ideen Davids mit Hilfe eines Spions in dessen Druckerei erkundet und verwertet werden. David macht Bankrott und wird ins Gefängnis gesteckt. Lucien trägt Mitschuld an dieser neuerlichen Katastrophe und beschließt, Selbstmord zu begehen. Doch während er sich ertränken will, erscheint ein spanischer Abt, Carlos Herrera, der ihn daran hindert. Er bietet ihm Geld an und verspricht Erfolg unter der Bedingung, dass er ihm blind gehorchen werde. Lucien akzeptiert diesen Pakt. Er sendet dann David die nötige Summe, damit er aus dem Gefängnis herauskommt, und geht mit dem fremden Priester nach Paris. David erreicht ein Abkommen mit den Cointets, die seine Erfindung nutzen, so dass er und Eva davon leben können.
Die sich anschließenden Ereignisse im Leben Luciens werden in dem Roman Glanz und Elend der Kurtisanen erzählt.

## Ausgaben
- Verlorene Illusionen. Insel, Frankfurt am Main 1996 ISBN 3-15-002108-1
  - Neuübers. Melanie Walz: Hanser, München 2014

Audio
- Verlorene Illusionen. Der Hörverlag, München 2003 ISBN 3-89940-085-2
- Verlorene Illusionen. Ungekürzte Lesung. Parlando, Berlin 2012 ISBN 3-941004-32-8

## Verfilmungen
- Illusions perdues (1966), Fernsehmehrteiler von Maurice Cazeneuve mit Yves Rénier in der Hauptrolle
- Verlorene Illusionen (2021), Spielfilm von Xavier Giannoli mit Benjamin Voisin in der Hauptrolle